# Urosigalphus tuberculatus
Urosigalphus tuberculatus är en stekelart som beskrevs av Gibson 1974. Urosigalphus tuberculatus ingår i släktet Urosigalphus och familjen bracksteklar. Inga underarter finns listade i Catalogue of Life.